# داريل إيفانز (لاعب كرة قاعدة)
داريل إيفانز (بالإنجليزية: Darrell Evans)‏ هو لاعب كرة قاعدة أمريكي، ولد في 26 مايو 1947 في باسادينا في الولايات المتحدة.

## وصلات خارجية
- داريل إيفانز على موقعبيزبول رفرنس.كوم (الدوري الرئيسي) (الإنجليزية)
- داريل إيفانز على موقعبيزبول رفرنس.كوم (الدوري الثانوي) (الإنجليزية)
- داريل إيفانز على موقع جمعية أبحاث البيسبول الأمريكية (الإنجليزية)
- داريل إيفانز على موقع مشجعي الرسوم البيانية (الإنجليزية)